# Línea 496 (Interurbanos Madrid)
La línea 496 de la red de autobuses interurbanos de Madrid une Fuenlabrada con Arroyomolinos e Intu Xanadú.

## Historia
Hasta el 1 de marzo de 2013, la línea discurría entre Leganés y Arroyomolinos, pasando por los municipios de Fuenlabrada y Moraleja de Enmedio.
A principios de 2022 se alteró el recorrido a su paso por Fuenlabrada en ambos sentidos, discurriendo desde la parada "Luis Sauquillo - Grecia" por la Avenida Luis Sauquillo directamente hasta la glorieta en la que comienza la Calle Teide hasta la parada que dispone en esta calle (también cabecera de la línea 492), todo ello sin efectuar paso por las Calles Panaderas y Comunidad de Madrid. Sin embargo, el servicio 496C hacia la urbanización de Las Colinas en Moraleja de Enmedio, continúa realizando el antiguo recorrido, al igual que la 497.

## Características
Esta línea comunica los municipios de Fuenlabrada y Arroyomolinos en 40 minutos, pasando por Moraleja de Enmedio. Su cabecera se sitúa junto al centro comercial Intu Xanadú.
Está operada por la empresa Martín mediante la concesión administrativa VCM-404 - Madrid – Leganés – Fuenlabrada (Viajeros Comunidad de Madrid) del Consorcio Regional de Transportes de Madrid.

## Horarios
| Lunes a viernes laborables (Vigente de 1 de septiembre a 15 de julio)                                    |        |                                    |                                    |                                    |                                    |                                    |                                    |                                    |                                    |                                    |                                    |                                    |                                    |                                    |                                    |                                    |                                    |                                    |
| 6 | 7      | 8                                  | 9                                  | 10                                 | 11                                 | 12                                 | 13                                 | 14                                 | 15                                 | 16                                 | 17                                 | 18                                 | 19                                 | 20                                 | 21                                 | 22                                 | 23                                 | 24                                 |
| 00 25 55                                                                                                 | 15c 40 | 05 25c 30 55                       | 25 35c 55                          | 25 45c 55                          | 25 55c 55                          | 20 45                              | 05c 10 35                          | 00 15c 25 50                       | 15 25c 50                          | 05 30 35c 55                       | 20 45c 45                          | 10 40 55c                          | 10 40                              | 05c 10 40                          | 00 15c 45                          | 00 25c 55                          | 39                                 |                                    |
| Lunes a viernes laborables (Vigente de 16 de julio a 31 de agosto)                                       |        |                                    |                                    |                                    |                                    |                                    |                                    |                                    |                                    |                                    |                                    |                                    |                                    |                                    |                                    |                                    |                                    |                                    |
| 6 | 7      | De 8:16 a 23:32 cada 36-37 minutos | De 8:16 a 23:32 cada 36-37 minutos | De 8:16 a 23:32 cada 36-37 minutos | De 8:16 a 23:32 cada 36-37 minutos | De 8:16 a 23:32 cada 36-37 minutos | De 8:16 a 23:32 cada 36-37 minutos | De 8:16 a 23:32 cada 36-37 minutos | De 8:16 a 23:32 cada 36-37 minutos | De 8:16 a 23:32 cada 36-37 minutos | De 8:16 a 23:32 cada 36-37 minutos | De 8:16 a 23:32 cada 36-37 minutos | De 8:16 a 23:32 cada 36-37 minutos | De 8:16 a 23:32 cada 36-37 minutos | De 8:16 a 23:32 cada 36-37 minutos | De 8:16 a 23:32 cada 36-37 minutos | De 8:16 a 23:32 cada 36-37 minutos | De 8:16 a 23:32 cada 36-37 minutos |
| 00 36 | 12 40  | De 8:16 a 23:32 cada 36-37 minutos | De 8:16 a 23:32 cada 36-37 minutos | De 8:16 a 23:32 cada 36-37 minutos | De 8:16 a 23:32 cada 36-37 minutos | De 8:16 a 23:32 cada 36-37 minutos | De 8:16 a 23:32 cada 36-37 minutos | De 8:16 a 23:32 cada 36-37 minutos | De 8:16 a 23:32 cada 36-37 minutos | De 8:16 a 23:32 cada 36-37 minutos | De 8:16 a 23:32 cada 36-37 minutos | De 8:16 a 23:32 cada 36-37 minutos | De 8:16 a 23:32 cada 36-37 minutos | De 8:16 a 23:32 cada 36-37 minutos | De 8:16 a 23:32 cada 36-37 minutos | De 8:16 a 23:32 cada 36-37 minutos | De 8:16 a 23:32 cada 36-37 minutos | De 8:16 a 23:32 cada 36-37 minutos |
| Sábados laborables                                                                                       |        |                                    |                                    |                                    |                                    |                                    |                                    |                                    |                                    |                                    |                                    |                                    |                                    |                                    |                                    |                                    |                                    |                                    |
| 6 | 7      | 8                                  | 9                                  | 10                                 | 11                                 | 12                                 | 13                                 | 14                                 | 15                                 | 16                                 | 17                                 | 18                                 | 19                                 | 20                                 | 21                                 | 22                                 | 23                                 | 24                                 |
| 00 | 00 50  | 50                                 | 50                                 | 30                                 | 10 50                              | 30                                 | 10 50                              | 30                                 | 10 50                              | 30                                 | 10 50                              | 30                                 | 10 50                              | 30                                 | 30                                 | 30                                 |                                    |                                    |
| Domingos y festivos                                                                                      |        |                                    |                                    |                                    |                                    |                                    |                                    |                                    |                                    |                                    |                                    |                                    |                                    |                                    |                                    |                                    |                                    |                                    |
| 6 | 7      | 8                                  | 9                                  | 10                                 | 11                                 | 12                                 | 13                                 | 14                                 | 15                                 | 16                                 | 17                                 | 18                                 | 19                                 | 20                                 | 21                                 | 22                                 | 23                                 | 24                                 |
| | 00 40  | 20                                 | 00 40                              | 20                                 | 00 40                              | 20                                 | 00 40                              | 20                                 | 00 40                              | 20                                 | 00 40                              | 20                                 | 00 40                              | 20                                 | 00 44                              | 30                                 |                                    |                                    |
| c Pasa por la calle Comunidad de Madrid (Fuenlabrada) y hasta la urb. Las Colinas (Moraleja de Enmedio). |        |                                    |                                    |                                    |                                    |                                    |                                    |                                    |                                    |                                    |                                    |                                    |                                    |                                    |                                    |                                    |                                    |                                    |

| Lunes a viernes laborables (Vigente de 1 de septiembre a 15 de julio) |                                    |                                    |                                    |                                    |                                    |                                    |                                    |                                    |                                    |                                    |                                    |                                    |                                    |                                    |                                    |                                    |       |    |
| 6 | 7                                  | 8                                  | 9                                  | 10                                 | 11                                 | 12                                 | 13                                 | 14                                 | 15                                 | 16                                 | 17                                 | 18                                 | 19                                 | 20                                 | 21                                 | 22                                 | 23    | 24 |
| 15p 45 | 25 50 c                            | 15 40                              | 00c 05 30 55                       | 10c 25 55                          | 20c 25 55                          | 25 30c 55                          | 20 40c 45                          | 10 35 50c                          | 00 25 50                           | 00c 15 40                          | 05 10c 30 55                       | 20 c 45                            | 10 30c 40 55                       | 10 40 c                            | 10 40 50c 50                       | 35                                 | 10 45 | 00 |
| Lunes a viernes laborables (Vigente de 16 de julio a 31 de agosto) |                                    |                                    |                                    |                                    |                                    |                                    |                                    |                                    |                                    |                                    |                                    |                                    |                                    |                                    |                                    |                                    |       |    |
| 6 | De 6:45 a 22:37 cada 36-37 minutos | De 6:45 a 22:37 cada 36-37 minutos | De 6:45 a 22:37 cada 36-37 minutos | De 6:45 a 22:37 cada 36-37 minutos | De 6:45 a 22:37 cada 36-37 minutos | De 6:45 a 22:37 cada 36-37 minutos | De 6:45 a 22:37 cada 36-37 minutos | De 6:45 a 22:37 cada 36-37 minutos | De 6:45 a 22:37 cada 36-37 minutos | De 6:45 a 22:37 cada 36-37 minutos | De 6:45 a 22:37 cada 36-37 minutos | De 6:45 a 22:37 cada 36-37 minutos | De 6:45 a 22:37 cada 36-37 minutos | De 6:45 a 22:37 cada 36-37 minutos | De 6:45 a 22:37 cada 36-37 minutos | De 6:45 a 22:37 cada 36-37 minutos | 23    | 24 |
| 15p 45 | De 6:45 a 22:37 cada 36-37 minutos | De 6:45 a 22:37 cada 36-37 minutos | De 6:45 a 22:37 cada 36-37 minutos | De 6:45 a 22:37 cada 36-37 minutos | De 6:45 a 22:37 cada 36-37 minutos | De 6:45 a 22:37 cada 36-37 minutos | De 6:45 a 22:37 cada 36-37 minutos | De 6:45 a 22:37 cada 36-37 minutos | De 6:45 a 22:37 cada 36-37 minutos | De 6:45 a 22:37 cada 36-37 minutos | De 6:45 a 22:37 cada 36-37 minutos | De 6:45 a 22:37 cada 36-37 minutos | De 6:45 a 22:37 cada 36-37 minutos | De 6:45 a 22:37 cada 36-37 minutos | De 6:45 a 22:37 cada 36-37 minutos | De 6:45 a 22:37 cada 36-37 minutos | 08 45 |    |
| Sábados laborables |                                    |                                    |                                    |                                    |                                    |                                    |                                    |                                    |                                    |                                    |                                    |                                    |                                    |                                    |                                    |                                    |       |    |
| 6 | 7                                  | 8                                  | 9                                  | 10                                 | 11                                 | 12                                 | 13                                 | 14                                 | 15                                 | 16                                 | 17                                 | 18                                 | 19                                 | 20                                 | 21                                 | 22                                 | 23    | 24 |
| 50 | 50                                 | 50                                 | 20 50                              | 50                                 | 30                                 | 10 50                              | 30                                 | 10 50                              | 30                                 | 10 50                              | 30                                 | 10 50                              | 30                                 | 10 50                              | 30                                 | 30                                 | 30    |    |
| Domingos y festivos |                                    |                                    |                                    |                                    |                                    |                                    |                                    |                                    |                                    |                                    |                                    |                                    |                                    |                                    |                                    |                                    |       |    |
| 6 | 7                                  | 8                                  | 9                                  | 10                                 | 11                                 | 12                                 | 13                                 | 14                                 | 15                                 | 16                                 | 17                                 | 18                                 | 19                                 | 20                                 | 21                                 | 22                                 | 23    | 24 |
| | 45                                 | 40                                 | 25                                 | 00 40                              | 20                                 | 00 40                              | 20                                 | 00 40                              | 20                                 | 00 40                              | 20                                 | 00 40                              | 20                                 | 00 40                              | 20                                 | 00 44                              | 30    |    |
| c Desde la urb. Las Colinas (Moraleja de Enmedio) y pasa por la calle Comunidad de Madrid (Fuenlabrada). p Sale desde la plaza de los Galayos (Arroyomolinos) y pasa por la calle Comunidad de Madrid (Fuenlabrada). |                                    |                                    |                                    |                                    |                                    |                                    |                                    |                                    |                                    |                                    |                                    |                                    |                                    |                                    |                                    |                                    |       |    |

## Recorrido y paradas
La línea comienza enfrente del Hospital de Fuenlabrada, en el Camino del Molino, y discurre por las calles Francia, Portugal, Grecia, Luis Sauquillo, Teide y Portugal. Entra en Humanes de Madrid mediante la carretera M-413, pasando por la Avda de la Industria. Una vez en Moraleja de Enmedio, transcurre por las Avds. Fuenlabrada y Arroyomolinos. Una vez en Arroyomolinos, va por las calles Benito P. Galdós, Rosalía de Castro, Pza. Galayos, Batres, Pza. Mayor, Arroyo de Moraleja, Madrid, Castilla y León, Río Tajo, Bélgica e Islandia. De nuevo en la M-413 llega hasta el C.C. Madrid Xanadú mediante las calles Pto. de Somosierra y Pto. de Navacerrada, dónde finaliza su recorrido.
Existe un servicio denominado como 496C que realiza un recorrido similar hasta Moraleja donde esta vez discurrirá por las calles Mirasierra, Guadarrama y Pensamiento, posteriormente para desviarse hacia la Urbanización de Las Colinas donde finaliza.

### Sentido Arroyomolinos
| Código                                                                      | Parada                                      | Común con   | Conexiones con Metro y Cercanías | Municipio           | Zona |
| --------------------------------------------------------------------------- | ------------------------------------------- | ----------- | -------------------------------- | ------------------- | ---- |
| 12632                                                                       | C.º Molino - Universidad Rey Juan Carlos    | 4           |                                  | Fuenlabrada         |      |
| 12630                                                                       | Camino del Molino - Hospital de Fuenlabrada | 468 1 2 3 4 | Hospital de Fuenlabrada          | Fuenlabrada         |      |
| 07730                                                                       | Portugal - Galerías Comerciales             | 491 492 2   |                                  | Fuenlabrada         |      |
| 19157                                                                       | Luis Sauquillo - Grecia                     | 497         | Fuenlabrada Central              | Fuenlabrada         |      |
| Las expediciones con destino Arroyomolinos realizan la siguiente paradaː    |                                             |             |                                  |                     |      |
| 07740                                                                       | Luis Sauquillo - El Arroyo                  | 468 471 2 4 |                                  | Fuenlabrada         |      |
| Las expediciones con destino Las Colinas realizan las siguientes paradasː   |                                             |             |                                  |                     |      |
| 07746                                                                       | Panaderas - Plaza Miraflor                  | 497 3       |                                  | Fuenlabrada         |      |
| 07743                                                                       | Comunidad de Madrid - Panaderas             | 497 3 4     |                                  | Fuenlabrada         |      |
| 07742                                                                       | Comunidad de Madrid - Pza. Valdehondillo    | 497 3 4     |                                  | Fuenlabrada         |      |
| Paradas del itinerario común                                                |                                             |             |                                  |                     |      |
| 10513                                                                       | Teide - Pol. Ind. La Estación               | 492 497 3   |                                  | Fuenlabrada         |      |
| 10515                                                                       | Turquía - Av. de las Naciones               | 492 497     |                                  | Fuenlabrada         |      |
| 10521                                                                       | Turquía - Chipre                            | 492 497     |                                  | Fuenlabrada         |      |
| 10518                                                                       | Portugal - Urb. Sombras Blancas             | 497         |                                  | Fuenlabrada         |      |
| 08154                                                                       | Av. Industria - Albacete                    | 497         |                                  | Humanes             |      |
| 08156                                                                       | Av. Industria - Pol. Ind. San Miguel        | 497         |                                  | Humanes             |      |
| 08158                                                                       | Av. Industria - Pol. Ind. Candelas          | 497         |                                  | Humanes             |      |
| 08160                                                                       | Av. Industria - Pol. Ind. Agustín Alonso    | 497         |                                  | Humanes             |      |
| 08162                                                                       | Petunia - Pol. Ind. Calahorros              | 497         |                                  | Humanes             |      |
| 08164                                                                       | Av. Industria - Pol. Ind. Nuevos Calahorros | 497         |                                  | Humanes             |      |
| 08166                                                                       | Av. Fuenlabrada - Pol. Ind. San Millán      | 497         |                                  | Moraleja de Enmedio |      |
| Las expediciones con destino Arroyomolinos realizan las siguientes paradasː |                                             |             |                                  |                     |      |
| 12055                                                                       | Av. Fuenlabrada - Urb. Las Villas           | 495         |                                  | Moraleja de Enmedio |      |
| 09317                                                                       | Av. Fuenlabrada - Urb. Los Salmueros        | 495         |                                  | Moraleja de Enmedio |      |
| 09319                                                                       | Av. Fuenlabrada - Humanes                   | 495         |                                  | Moraleja de Enmedio |      |
| 08168                                                                       | Pza. de la Constitución - Av. Fuenlabrada   | 495         |                                  | Moraleja de Enmedio |      |
| 10520                                                                       | Av. Arroyomolinos - El Carril               | 495         |                                  | Moraleja de Enmedio |      |
| 08169                                                                       | Ctra. M413 - Parque Primero de Mayo         | 495         |                                  | Moraleja de Enmedio |      |
| 10510                                                                       | Ctra. M413 - Cerámica                       | 495         |                                  | Moraleja de Enmedio |      |
| 10508                                                                       | Ctra. M413 - Finca Los Coroneles            | 495         |                                  | Moraleja de Enmedio |      |
| 10506                                                                       | Ctra. M413 - Granja Bovina                  | 495         |                                  | Moraleja de Enmedio |      |
| 20286                                                                       | B. Pérez Galdós - Zurbarán                  | 499 1A      |                                  | Arroyomolinos       |      |
| 20288                                                                       | B. Pérez Galdós - Goya                      | 499 1A      |                                  | Arroyomolinos       |      |
| 12645                                                                       | Rosalía de Castro - Benito Pérez Galdós     | 499 1A      |                                  | Arroyomolinos       |      |
| 12646                                                                       | Rosalía de Castro - Ortega y Gasset         | 499         |                                  | Arroyomolinos       |      |
| 12531                                                                       | Somosierra - Miguel de Cervantes            | 499         |                                  | Arroyomolinos       |      |
| 16631                                                                       | Pza. Los Almendros - Somosierra             | 499 1A 1B   |                                  | Arroyomolinos       |      |
| 11260                                                                       | Pza. Galayos - Consultorio Local            | 499 1A      |                                  | Arroyomolinos       |      |
| 16712                                                                       | Batres - Sierra de Gredos                   | 1A          |                                  | Arroyomolinos       |      |
| 15519                                                                       | Plaza Mayor - Centro Cultural               | 1A          |                                  | Arroyomolinos       |      |
| 12648                                                                       | Castilla y León - Centro de las Artes       | 499 1A      |                                  | Arroyomolinos       |      |
| 17793                                                                       | Castilla y León - Av. Castañeras            | 499 1A      |                                  | Arroyomolinos       |      |
| 16212                                                                       | Río Tajo - Valdelacea                       | 1A          |                                  | Arroyomolinos       |      |
| 17535                                                                       | Bélgica - Luxemburgo                        | 499         |                                  | Arroyomolinos       |      |
| 15331                                                                       | C. C. Madrid Xanadú - Aparcamiento          | 498A 534    |                                  | Arroyomolinos       |      |
| 15328                                                                       | C. C. Madrid Xanadú - Centro Comercial      | 498A 534    |                                  | Arroyomolinos       |      |
| 15327                                                                       | C. C. Madrid Xanadú - Centro de Ocio        | 498A        |                                  | Arroyomolinos       |      |
| 15325                                                                       | C. C. Madrid Xanadú - Cines                 | 498A        |                                  | Arroyomolinos       |      |
| Las expediciones con destino Las Colinas realizan las siguientes paradasː   |                                             |             |                                  |                     |      |
| 18286                                                                       | Mirasierra - El Escorial                    | 497 498     |                                  | Moraleja de Enmedio |      |
| 11874                                                                       | Mirasierra - Colegio                        | 497 498     |                                  | Moraleja de Enmedio |      |
| 11876                                                                       | Mirasierra - Centro Cultural                | 497 498     |                                  | Moraleja de Enmedio |      |
| 11878                                                                       | Guadarrama - Av. Móstoles                   | 497 498     |                                  | Moraleja de Enmedio |      |
| 11880                                                                       | Pensamiento - Petunia                       | 497 498     |                                  | Moraleja de Enmedio |      |
| 10519                                                                       | C.º La Dehesa - Complejo Deportivo          | 497         |                                  | Moraleja de Enmedio |      |
| 08170                                                                       | Ctra. Las Colinas - Urb. Las Colinas        | 497         |                                  | Moraleja de Enmedio |      |

### Sentido Fuenlabrada
| Código                                                                     | Parada                                      | Común con   | Conexiones con Metro y Cercanías | Municipio           | Zona |
| -------------------------------------------------------------------------- | ------------------------------------------- | ----------- | -------------------------------- | ------------------- | ---- |
| Las expediciones con origen Las Colinas realizan las siguientes paradasː   |                                             |             |                                  |                     |      |
| 08170                                                                      | Ctra. Las Colinas - Urb. Las Colinas        | 497         |                                  | Moraleja de Enmedio |      |
| 10886                                                                      | C.º La Dehesa - Complejo Deportivo          | 497         |                                  | Moraleja de Enmedio |      |
| 10512                                                                      | Ctra. M413 - Parque Primero de Mayo         | 495 497 498 |                                  | Moraleja de Enmedio |      |
| 11879                                                                      | Pensamiento - Parque de la Constitución     | 497 498     |                                  | Moraleja de Enmedio |      |
| 11877                                                                      | Mirasierra - Centro Cultural                | 497 498     |                                  | Moraleja de Enmedio |      |
| 11875                                                                      | Mirasierra - Colegio                        | 497 498     |                                  | Moraleja de Enmedio |      |
| 11921                                                                      | Mirasierra - Av. Fuenlabrada                | 497         |                                  | Moraleja de Enmedio |      |
| Las expediciones con origen Arroyomolinos realizan las siguientes paradasː |                                             |             |                                  |                     |      |
| 15324                                                                      | C. C. Madrid Xanadú - Cines                 | 498A        |                                  | Arroyomolinos       |      |
| 15326                                                                      | C. C. Madrid Xanadú - Centro de Ocio        | 498A        |                                  | Arroyomolinos       |      |
| 15329                                                                      | C. C. Madrid Xanadú - Centro Comercial      | 498A 534    |                                  | Arroyomolinos       |      |
| 15330                                                                      | C. C. Madrid Xanadú - Aparcamiento          | 498A 534    |                                  | Arroyomolinos       |      |
| 17536                                                                      | Bélgica - Luxemburgo                        | 499         |                                  | Arroyomolinos       |      |
| 16213                                                                      | Río Tajo - Valdelacea                       | 1B          |                                  | Arroyomolinos       |      |
| 17533                                                                      | Castilla y León - Av. Castañeras            | 499 1B      |                                  | Arroyomolinos       |      |
| 12641                                                                      | Madrid - Castilla y León                    | 499 1B      |                                  | Arroyomolinos       |      |
| 17389                                                                      | Batres - Iglesia                            | 499 1B      |                                  | Arroyomolinos       |      |
| 12320                                                                      | Batres - Sierra de Gredos                   | 499 1B      |                                  | Arroyomolinos       |      |
| 16626                                                                      | Batres - Pza. Los Galayos                   | 499 1B      |                                  | Arroyomolinos       |      |
| 16631                                                                      | Pza. Los Almendros - Somosierra             | 499 1B      |                                  | Arroyomolinos       |      |
| 12532                                                                      | Somosierra - Miguel de Cervantes            | 499         |                                  | Arroyomolinos       |      |
| 12643                                                                      | Rosalía de Castro - Ortega y Gasset         | 499         |                                  | Arroyomolinos       |      |
| 12644                                                                      | Rosalía de Castro - Benito Pérez Galdós     | 499 1B      |                                  | Arroyomolinos       |      |
| 20289                                                                      | B. Pérez Galdós - Goya                      | 499 1B      |                                  | Arroyomolinos       |      |
| 20287                                                                      | B. Pérez Galdós - Av. Mediterráneo          | 499 1B      |                                  | Arroyomolinos       |      |
| 10507                                                                      | Ctra. M413 - Granja Bovina                  | 495         |                                  | Moraleja de Enmedio |      |
| 10509                                                                      | Ctra. M413 - Finca Los Coroneles            | 495         |                                  | Moraleja de Enmedio |      |
| 10511                                                                      | Ctra. M413 - Cerámica                       | 495         |                                  | Moraleja de Enmedio |      |
| 10512                                                                      | Ctra. M413 - Parque Primero de Mayo         | 495 497 498 |                                  | Moraleja de Enmedio |      |
| 09041                                                                      | Av. Arroyomolinos - San Isidro Labrador     | 495         |                                  | Moraleja de Enmedio |      |
| 09320                                                                      | Av. Fuenlabrada - Humanes                   | 495         |                                  | Moraleja de Enmedio |      |
| 09318                                                                      | Caléndula - Urb. Los Salmueros              | 495         |                                  | Moraleja de Enmedio |      |
| 12050                                                                      | Av. Fuenlabrada - Urb. Los Olivos           | 495         |                                  | Moraleja de Enmedio |      |
| Paradas del itinerario común                                               |                                             |             |                                  |                     |      |
| 08167                                                                      | Av. Fuenlabrada - Pol. Ind. San Millán      | 497         |                                  | Moraleja de Enmedio |      |
| 08165                                                                      | Av. Industria - Pol. Ind. El Lomo           | 497         |                                  | Humanes             |      |
| 08163                                                                      | Av. Industria - Pol. Ind. Calahorros        | 497         |                                  | Humanes             |      |
| 08161                                                                      | Av. Industria - Pol. Ind. Agustín Alonso    | 497         |                                  | Humanes             |      |
| 08159                                                                      | Av. Industria - Pol. Ind. Martín y Vicioso  | 497         |                                  | Humanes             |      |
| 08157                                                                      | Av. Industria - Pol. Ind. La Solanilla      | 497         |                                  | Humanes             |      |
| 08155                                                                      | Av. Industria - Islas Cíes                  | 497         |                                  | Humanes             |      |
| 07733                                                                      | Portugal - Urb. Sombras Blancas             | 497 3       |                                  | Fuenlabrada         |      |
| 10517                                                                      | Turquía - Portugal                          | 492 497     |                                  | Fuenlabrada         |      |
| 10516                                                                      | Turquía - Mónaco                            | 492 497     |                                  | Fuenlabrada         |      |
| 10514                                                                      | Teide - Pol. Ind. La Estación               | 497         |                                  | Fuenlabrada         |      |
| Las expediciones con origen Las Colinas realizan las siguientes paradasː   |                                             |             |                                  |                     |      |
| 07741                                                                      | Comunidad de Madrid - Pza. Valdeserrano     | 497 2 4     |                                  | Fuenlabrada         |      |
| 07744                                                                      | Panaderas - Centro de Salud                 | 497 2       |                                  | Fuenlabrada         |      |
| 07745                                                                      | Panaderas - Plaza Miraflor                  | 497 2       |                                  | Fuenlabrada         |      |
| Las expediciones con origen Arroyomolinos realizan la siguiente paradaː    |                                             |             |                                  |                     |      |
| 07739                                                                      | Luis Sauquillo - El Arroyo                  | 468 471 4   |                                  | Fuenlabrada         |      |
| Paradas del itinerario común                                               |                                             |             |                                  |                     |      |
| 19156                                                                      | Grecia - Est. Fuenlabrada Central           |             | Fuenlabrada Central              | Fuenlabrada         |      |
| 07731                                                                      | Portugal - Galerías Comerciales             | 491 492 3   |                                  | Fuenlabrada         |      |
| 12638                                                                      | Camino del Molino - Hospital de Fuenlabrada | 1 2 3 4     | Hospital de Fuenlabrada          | Fuenlabrada         |      |
| 12632                                                                      | C.º Molino - Universidad Rey Juan Carlos    | 4           |                                  | Fuenlabrada         |      |